# Partido Verde (República Checa)
El partido Los Verdes de la República Checa (en checo: Strana zelených) es la rama en este país del partido ecologista Los Verdes. Fue fundado en 1989, pero no obtuvo representación en el parlamento hasta las Elecciones generales de la República Checa de 2006, siendo el primer país del antiguo bloque del este de Europa central en contar con diputados verdes (6 escaños de 200).

## Historia del partido
Los Verdes fue fundado en 1989, tras la aceptación del multipartidismo del debilitado estado comunista. Sin embargo, hasta finales de los años 90 el partido no logró resultados electorales apreciables. No fue hasta la llegada de Martin Bursík, que promovió una política ecológica respetuosa con los principios de durabilidad orientado hacia la izquierda. Sin embargo, esto no le impidió formar una gran coalición con el Partido Democrático Cívico (ODS) -derecha- de Mirek Topolánek y la Unión Cristiana y Democrática-Partido Popular Checoslovaco (KDU–ČSL) en enero de 2007. Sin embargo, esta frágil colación fue disuelta el 23 de marzo de 2009 tras una mención de censura de la oposición, en la que varios diputados (entre ellos dos diputadas del partido verde pero no afiliadas) votaran en su contra.
Durante este periodo de gobierno, el Partido Verde dispuso de varias carteras ministeriales: Medio Ambiente (por el propio Martin Bursík); Asuntos Exteriores (Karel Schwarzenberg); de Educatión, Juventud y Deporte,Ministre de l'Éducation, y de los Derechos del Hombre y Minorías.

## Resultados electorales
| Fecha | Votos        | %    | Diputados | +/- | Estatus                     |
| ----- | ------------ | ---- | --------- | --- | --------------------------- |
| 1990  | 295.844 (#7) | 4,10 | 0/200     |     | Extraparlamentario          |
| 1992  | 421.988 (#4) | 6,52 | 3/200     | 3   | Oposición                   |
| 1996  | No participó |      |           |     |                             |
| 1998  | 67.143 (#9)  | 1,12 | 0/200     |     | Extraparlamentario          |
| 2002  | 122.929 (#6) | 2,36 | 0/200     |     | Extraparlamentario          |
| 2006  | 336.487 (#5) | 6,29 | 6/200     | 6   | Coalición con ODS y KDU–ČSL |
| 2010  | 127.831 (#9) | 2,44 | 0/200     | 6   | Extraparlamentario          |
| 2013  | 159.025 (#8) | 3,19 | 0/200     |     | Extraparlamentario          |
| 2017  | 74.335 (#11) | 1,46 | 0/200     |     | Extraparlamentario          |
| 2021  | 53.334 (#10) | 0,99 | 0/200     |     | Extraparlamentario          |